# Ed Hart
Ed Hart (seudónimo de Eddy Goedhart) es un artista surinamés nacido en Paramaribo, el 28 de noviembre de 1936. Ahora afincado en los Países Bajos.  

## Vida y obra
Ed Hart es un autodidacta. Su estilo de pintura se relaciona con el estilo ingenuo y poco sofisticado de Henri Rousseau. La mayor parte de su obra se refiere a paisajes de la sabana la selva de Surinam con su frondosa vegetación y las flores de fuego. Su contraste de blancos y verdes, en menor medida, ha pintado escenas urbanas con las casas coloniales de madera de Paramaribo y sus habitantes. En los años 1970 hizo una serie de pinturas al óleo con escenas winti. Hart logrado en su obra un alto grado de detalle y la suma de detalles y una forma casi sensual de control sobre del lienzo que ha acercado su obra al realismo.
También escribió algunos poemas, que aparecieron en las antologías Geluiden/Opo sten de 1984 y Spiegel van de Surinaamse poëzie de 1995 y la revista Sukutaki. Además de un cuento que apareció en la antología Hoor die tori! (Escucha espantapájaros!) de 1990.